# Natalia Abello
Natalia Abello Vives, née le 30 mai 1967 à Barranquilla, est une avocate et femme politique colombienne. Elle occupe le poste de ministre des Transports entre 2014 et 2016 sous la présidence de Juan Manuel Santos.